# Craspedia canens
Craspedia canens là một loài thực vật có hoa trong họ Cúc. Loài này được J.Everett & Doust mô tả khoa học đầu tiên năm 1992.